# Greetsiel
Greetsiel est une ville touristique et halieutique de Frise orientale, en Allemagne, qui fait partie de la commune de Krummhörn. Fermant au sud le Golfe de Ley, elle est connue pour son port de crevettiers, mais son église est également pittoresque car extrêmement déformée du fait de l’instabilité des sols de la région (ce phénomène n’est d’ailleurs pas unique en Frise orientale, et le plus connu est le clocher de Suurhusen, fierté locale, qui penche davantage que la tour de Pise).